# Famiano Michelini
Famiano Michelini (Roma, 31 de agosto de 1604 — Florença, 20 de janeiro de 1665) foi um matemático italiano.